# Niphargopsis caspary
Niphargopsis caspary is een vlokreeftensoort uit de familie van de Niphargidae. De wetenschappelijke naam van de soort is voor het eerst geldig gepubliceerd in 1866 door Pratz.